# حمام حاج حافظ
حمام حاج حافظ مربوط به دوره قاجار است و در همدان، بلوار شهید آیت اله مدنی، بلوار پانزده فروردین، کوچه اقبال، حمام حاج حافظ واقع شده و این اثر در تاریخ ۲۷ بهمن ۱۳۸۷ با شمارهٔ ثبت ۲۴۶۳۷ به‌عنوان یکی از آثار ملی ایران به ثبت رسیده است.